# Johann Gottfried Zunckel
Johann Gottfried Zunkel (auch Zunckel; * 3. Februar 1760 in Buttstädt; † 23. Juli 1843 in Weimar) war evangelischer Pfarrer in Niederreißen und sachsen-weimarischer Oberkonsistorialrat.

## Leben
Zunkel, ein Sohn des Kürschners Johann Wilhelm Zunkel, wurde nach Abschluss seines Studiums an der Universität Jena 1792 in das Pfarramt Niederreißen berufen und am 6. Mai 1792 ordiniert. 1794 wurde er Diakon an der Stadtkirche zu Weimar, die als Herderkirche bekannt ist. 1818 stieg er zum Oberkonsistorialrat auf, 1829 zum Archidiakon.
Auf Christiane Becker-Neumann hielt Zunkel 1797 die Grabrede. Der Kammerrat Franz Kirms war zugegen, denn er informierte am 2. Oktober 1797 Goethe. So schrieb er an ihn: „Diaconus Zünkel [hielt] eine recht hübsche Rede, der Cantor aber und die Choristen sangen einige Chöre – Die Schauspieler hatten sich vorher am Theater versammelt und gingen in Trupps, ohne Prozession, zum Kirchhof: auch ich ging mit ihnen.“ Bedeutsamer ist, dass er 1803 auf Johann Gottfried Herder die Gedächtnisrede hielt.
Am 6. Mai 1842 wurde ihm anlässlich seines 50-jährigen Berufsjubiläums das Weimarer Ehrenbürgerrecht verliehen. Eines seiner Verdienste ist laut der Thüringischen Landeszeitung vom 10. Juli 2010, zur Linderung der Armut beigetragen zu haben. Anlässlich seiner Ernennung zum Ehrenbürger der Stadt Weimar erschien 1842 eine Festschrift. Zunkel wurde zudem 1842 an der Theologischen Fakultät in Jena ehrenhalber promoviert.
Zunckel war der Letzte, der in der Cranachgruft neben der Jakobskirche, bestattet wurde.